# Nurłan Biekżanow
Nurłan Bakytowicz Biekżanow (oryg. Нурлан Бакытович Бекжанов; 15 kwietnia 1987) – kazachski zapaśnik walczący w stylu wolnym. Wicemistrz świata w 2016. Srebrny medalista mistrzostw Azji w 2016. Ósmy w Pucharze Świata w 2013. Dwunasty na Uniwersjadzie w 2013, jako zawodnik Kazakh Academy of Sport and Tourism w Ałmaty. Drugi na plażowych igrzyskach azjatyckich w 2014 roku.